# Horicon, Wisconsin
Horicon är en stad i Dodge County i Wisconsin i USA. Vid 2010 års folkräkning hade Horicon 3 655 invånare.

## Kända personer från Horicon
- Charles Elmer Allen, botaniker
- Charles Hawks, politiker